# Połączenie wpustowe

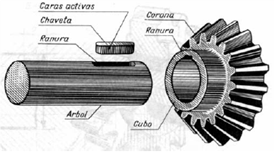
Połączenie wpustowe.

Połączenie wpustowe – połączenie rozłączne,  pośrednie (elementem pośredniczącym jest wpust).

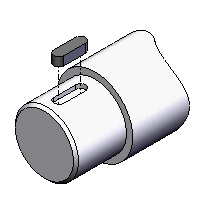
Wpust i czop wału z rowkiem wpustowym

Połączenia wpustowe służą do osadzania piast na czopach wałów. Wpust umieszczany jest w rowku wpustowym na czopie wału i współpracuje z rowkiem piasty. 
W zależności od pasowania wpustu w rowkach wpustowych wału i czopa rozróżnia się połączenia:
- ruchowe (rowek w piaście D10, rowek w wałku H9, wpust h9)
- zwykłe (rowek w piaście Js9, rowek w wałku N9, wpust h9)
- spoczynkowe (rowek w piaście i w wałku P9, wpust h9).

Połączenie wpustowe, w przeciwieństwie do klinowego, nie zabezpiecza piasty przed przesuwaniem się wzdłuż wału i musi ona mieć dodatkowe zabezpieczenie. Gdy nie występują siły osiowe (w większości przypadków), wystarczy zabezpieczenie pierścieniem oporowym – w przeciwnym razie stosuje się inne rozwiązania (specjalną nakrętkę lub tuleję dystansową).
Obliczenia wytrzymałościowe połączenia wpustowego opierają się na kryterium dopuszczalnego nacisku powierzchniowego kn. Jako powierzchnię obliczeniową przyjmuje się powierzchnię styku jednego boku wpustu z wałkiem lub z piastą (tę mniejszą).